# KPop Demon Hunters
KPop Demon Hunters (bra: Guerreiras do K-Pop) é um filme de animação musical de fantasia americano de 2025 produzido pela Sony Pictures Animation e lançado pela Netflix. Foi dirigido por Maggie Kang e Chris Appelhans a partir de um roteiro que eles co-escreveram com a equipe de roteiristas Danya Jimenez e Hannah McMechan, baseado em uma história concebida por Maggie. O filme é estrelado pelas vozes de Arden Cho, Ahn Hyo-seop, May Hong, Ji-young Yoo, Yunjin Kim, Daniel Dae Kim, Ken Jeong e Lee Byung-hun. Ele segue um grupo feminino de K-pop, Huntr/x, que levam uma vida dupla como caçadores de demônios; eles enfrentam uma boy band rival, os Saja Boys, cujos membros são secretamente demônios.
KPop Demon Hunters surgiu do desejo de Maggie Kang de criar uma história inspirada em sua herança coreana, utilizando elementos da mitologia, demonologia e K-pop para criar um filme visualmente distinto e culturalmente enraizado. O filme estava em produção na Sony Pictures Animation desde março de 2021, com toda a equipe criativa envolvida. O filme foi animado pela Sony Pictures Imageworks e teve influências estilísticas de iluminação de shows, fotografia editorial e videoclipes, além de animes e dramas coreanos. A trilha sonora apresenta músicas originais de diversos talentos e uma trilha sonora composta por Marcelo Zarvos.
K-Pop Demon Hunters foi lançado em 20 de junho de 2025 na Netflix, com aclamação da crítica, com elogios à animação, estilo visual, dublagem, história, humor, carga emocional e música. A trilha sonora do filme também obteve grande sucesso, alcançando as dez primeiras posições em diversas paradas musicais e de streaming.

## Trama
Durante séculos, demônios atacaram humanos, os enfeitiçaram e roubaram suas almas para alimentar o rei do submundo, ou seja, seu governante: "Gwi-Ma". Todavia, três mulheres comuns acabam despertando poderes e se tornam caçadoras de demônios, guerreiras mágicas que tem o poder de matar e selar os demônios a partir de suas vozes e danças, que são a base de seus poderes. Elas conseguiram banir os demônios do mundo humano, criando uma barreira mágica conhecida como Honmoon, que os prende no submundo. Seu legado continuou através das gerações e, com o passar do tempo, cada novo trio de caçadoras, para impedir que seus poderes e a existência de demônios fossem descobertos pelo mundo, decidiu viver uma vida dupla: Se tornar um grupo musical para não levantar suspeitas do público, ter liberdade de usar suas vozes para manter a Honmoon, buscando fortalecê-la e transformá-la na Honmoon Dourada – um selo final que baniria os demônios para sempre do mundo mortal e para derrotar os mesmos, visto que alguns conseguem atravessar a barreira. Tudo visando impedir sua coleta de almas.
No presente, o grupo feminino de K-pop Huntrix – composto por Rumi, Mira e Zoey – é formado por caçadoras de demônios sob a orientação de Celine, uma ex-caçadora que criou Rumi após a morte de sua mãe, que também era caçadora e fazia parte do mesmo grupo musical de Celine, intitulado "Sunlight Sisters". Após completar sua turnê mundial, as Huntrix se preparam para a primeira apresentação ao vivo de um novo single, "Golden", até que Rumi começa a perder a voz por ser secretamente parte demônio, algo que só Celine tem conhecimento. Quando criança, Celine disse a Rumi que transformar a Honmoon em dourada potencialmente apagaria suas marcas demoníacas, transformando-a em uma humana completa.
No reino demoníaco, Gwi-Ma fica furioso com as falhas de seus subordinados. Um demônio chamado Jinu propõe uma nova estratégia: formar um grupo de K-pop, os Saja Boys, uma Boy Band formada por 5 demônios que eram humanos com vidas extremamente complexas, mas receberam uma proposta de Gwi-ma para obter uma vida melhor em troca de vender suas almas para o mesmo, se tornando seus fiéis subordinados. Ele propôs esta estratégia para roubar os fãs das Huntrix e assim enfraquecer a Honmoon, além de poder coletar mais almas para fortalecer seu rei, em troca de Gwi-Ma apagar suas memórias de quando era humano. As Huntrix, procurando um meio de recuperar a voz perdida de Rumi para poderem selar para sempre os demônios, acabam encontrando os Saja Boys, que estavam se apresentando em uma praça com seu hit "Soda Pop", som que roubou o coração dos fãs das Huntrix, e rapidamente descobrem sua verdadeira natureza, mas não conseguem detê-los durante uma batalha. Jinu descobre a natureza demoníaca de Rumi enquanto lutam, mas ajuda a escondê-la de suas companheiras de banda.
Em um encontro privado, Jinu conta a Rumi que os demônios são escravizados por sentimentos de vergonha, raiva e tristeza através das vozes de Gwi-Ma, que faz questão de lembrá-los o quanto eles sofreram em suas vidas humanas e os motivos pelos quais decidiram se tornar demônios. Ele revela que, 400 anos antes, Gwi-Ma lhe concedeu uma bela vida e voz que o ajudou a sair da pobreza, entretanto depois o condenou ao reino demoníaco, o fazendo viver com a culpa subsequente de não conseguir dar uma vida melhor para sua família.
Com a aproximação do Idol Awards, a premiação mais importante da indústria musical do filme, onde grupos de K‑Pop apresentam novos hits, competem por reconhecimento e buscam reforçar sua visibilidade, e vendo que a popularidade dos Saja Boys disparou e está conquistando diversos fãs ao redor do mundo com suas músicas e roubando suas almas, as Huntrix correm para produzir uma nova música, "Takedown", para expor e derrotar os Saja Boys, que descobriram que se competirem com as Huntrix no Idol Awards e as vencerem, poderão coletar almas suficientes para dar a Gwi-ma o poder de atravessar a Honmoon e invadir o mundo humano. Mira começa a desconfiar de Rumi, que passa a questionar se "Takedown" é uma letra odiosa demais contra demônios. Dividida entre suas identidades, Rumi propõe um plano a Jinu: se ele ajudar as Huntrix a vencer o Idol Awards e fortalecer a Honmoon, transformando-a na Honmoon dourada, ele poderá permanecer livremente no mundo humano.
À medida que Honmoon enfraquece e mais pessoas têm suas almas roubadas pelos demônios, Mira insiste com Rumi que elas priorizem salvar vidas em vez de reescrever "Takedown". Rumi confidencia a Jinu que a vergonha que sentia por sua herança demoníaca enfraqueceu sua voz, mas que conversar com ele a curou. Jinu, por sua vez, confessa que não ouve mais a voz de Gwi-ma e "concorda" em sabotar os Saja Boys para auxiliar as Huntrix. No entanto, Gwi-Ma convoca Jinu ao submundo, lembrando-o do acordo estabelecido pelo próprio e da verdade que ele esconde – que ele era um garoto pobre que vivia com sua família em um vilarejo destruído, porém ao receber a proposta de Gwi-ma, abandonou sua família voluntariamente para ganhar fama e se tornar serviçal do rei dos demônios, o qual ameaçou atormentá-lo para o resto dos tempos a menos que ele cumpra sua vontade.
No Idol Awards, os Saja Boys não comparecem, e as Huntrix decidem cantar "Golden" para promover a união em vez do ódio. No entanto, demônios impostores enviados por Jinu separam Mira e Zoey de Rumi e se passam por elas para enganar Rumi e fazê-la cantar "Takedown", durante a qual revelam suas marcas demoníacas para todos. Ela foge do palco e encontra as verdadeiras Mira e Zoey, que se sentem traídas ao descobrirem sua herança e conluio com Jinu. Rumi, furiosa por ter sido ludibriada e usada como ferramenta para a destruição da barreira que ela jurou proteger, confronta Jinu, onde ele admite ter mentido sobre seu passado. Após a discussão, o rapaz segue em direção a sua apresentação com os Saja Boys, enquanto Rumi perde o controle sobre seu lado demoníaco e vai em busca de Celine pedir conselhos.
Gwi-Ma, mais poderoso do que nunca, aproveita o estado mental fraco das garotas e lança um transe sobre Mira, Zoey e o público, atraindo-os para a apresentação final dos Saja Boys, projetada para destruir a Honmoon e libertá-lo. Rumi se encontra com Celine e pede que ela acabe com sua vida, já que ela é meio-demônio e acredita não ter o direito de ser caçadora. Celine se recusa e se oferece para esconder os eventos, mas Rumi a ataca por nunca tê-la amado completamente antes de se tornar uma caçadora, pois a mesma sempre fez questão de obrigar Rumi a fingir ser uma pessoa que ela não é, e de não contar a verdade para suas melhores amigas.
Enquanto isso, os Saja Boys apresentam seu maior Hit:" Your Idol", música a qual enfeitiça todo o público, incluindo Mira e Zoey, além de destruir completamente a Honmoon e permitir a saída de Gwi-ma do mundo dos mortos, que aparece no palco onde o show está sendo realizado e inicia sua maior coleta de almas. Quando tudo parecia perdido, Rumi chega ao local, interrompe a apresentação dos Saja Boys com uma nova música que aborda vergonha, medo, aceitação e superação, chamada "What It Sounds Like", a qual quebra o transe de Gwi-Ma e liberta Zoey e Mira, que se juntam a amiga e pedem desculpas por tê-la abandonado. Reunidas, as Huntrix revidam e libertam a multidão, além de "derrotar" 4 dos Saja Boys. Jinu, arrependido, se sacrifica para salvar Rumi de um ataque de Gwi-Ma e transfere sua alma restaurada para a espada da caçadora, abrindo uma brecha na defesa do vilão e permitindo que as Huntrix derrotem Gwi-Ma, selando novamente os demônios e criando uma nova Honmoon, intitulada "Honmoon Arco-íris".
Depois, Rumi, sem mais vergonha de sua identidade, decide tirar férias com Mira e Zoey, dando uma leve pausa em sua vida como Idol.

## Elenco
- Arden Cho como Rumi, a vocalista principal do Huntr/x. Rumi é filha de um demônio e sua falecida mãe Ryu Mi-yeong, que era uma caçadora e estrela das Sunlight Sisters. 
  - Ejae fornece a voz de canto de Rumi.
  - Rumi Oak como o Rumi criança.
- May Hong como Mira, a dançarina principal do Huntr/x. Ela vem de uma família rica e se sentia rejeitada pela sua família devido à sua natureza rebelde.
  - Audrey Nuna fornece a voz de canto de Mira.
- Ji-young Yoo como Zoey, a rapper principal e do Huntr/x. Zoey é coreana-americana e foi criada em Burbank.
  - Rei Ami fornece a voz de canto de Zoey.
- Ahn Hyo-seop como Jinu, líder dos Saja Boys e um demônio com um passado que o assombra. Ele tem um tigre azul de estimação e uma pássaro de seis olhos.
  - Andrew Choi fornece a voz de canto de Jinu.
- Yunjin Kim como Celine, mãe adotiva de Rumi, ex-caçadora de demônios e estrela do K-pop com a mãe de Rumi no grupo Sunlight Sisters.
  - Lea Salonga fornece a voz de canto de Celine.
- Ken Jeong como Bobby, o agente, empresário e representante de relações públicas da Huntr/x.
- Lee Byung-hun como Gwi-Ma, o rei dos demônios que corrompe a humanidade. Lee repete o papel na versão dublada em coreano.
- Joel Kim Booster como Romance Saja.
  - Samuel Lee fornece a voz de canto de Romance Saja.
- Alan Lee como Mystery Saja.
  - Kevin Woo fornece a voz de canto de Mystery Saja.
- SungWon Cho como Abby Saja.
  - Neckwav fornece a voz de canto de Abby Saja.
- Danny Chung como a voz de Baby Saja.
- Daniel Dae Kim como o Dr. Han, um médico excêntrico.

## Produção

### Desenvolvimento
Em março de 2021, um filme com o título provisório K-Pop: Demon Hunters foi anunciado como estando em desenvolvimento pela Sony Pictures Animation. Maggie Kang e Chris Appelhans dirigiriam com a dupla de roteiristas Hannah McMechan e Danya Jimenez escrevendo o roteiro e Aron Warner e Michelle LM Wong servindo como produtores. Mingjue Helen Chen e Ami Thompson também foram anunciadas como designer de produção e diretora de arte, respectivamente.
Foi concebido por Maggie, que queria fazer um filme "ambientado na cultura coreana"; ela "mergulhou na mitologia e demonologia para algo que pudesse ser visualmente único" em comparação com a "mídia tradicional". Ela também chamou o filme de sua "carta de amor ao K-Pop" e suas "raízes coreanas". No design de personagens, Kang destacou o desejo de se diferenciar das "super-heroínas da Marvel que eram apenas sensuais, legais e duronas" e, em vez disso, ter "garotas que tinham barrigas, arrotavam, eram grosseiras, bobas e divertidas", levando à criação de "algo que englobava todos esses elementos". Ela também foi influenciada por "como Bong Joon Ho faz malabarismos com tantos tons diferentes em seus filmes para que pareçam muito animados". Appelhans entrou a bordo mais tarde, depois que Kang lhe contou suas ideias iniciais para o filme; ele planejava fazer uma longa pausa depois de dirigir Wish Dragon (2021). Ele afirmou que "sempre quis fazer um filme sobre o poder da música - para unir, trazer alegria, construir uma comunidade". Kang explicou que ao desenvolver a história dos caçadores de demônios, eles decidiram jogar com "as mulheres xamãs da cultura coreana", pois historicamente essas mulheres "cantavam e dançavam para proteger sua aldeia e suas comunidades".
Os três membros do Huntr/x foram modelados a partir de grupos femininos de K-pop como Itzy, Blackpink e Twice . Kang comentou que 2NE1 e Blackpink forneceram uma referência inicial. A personagem de Mira foi inspirada na modelo coreana Ahn So-yeon. Os Saja Boys foram inspirados por boy bands coreanas como Tomorrow X Together, BTS, Stray Kids, Ateez, BigBang e Monsta X. O ator e cantor coreano Cha Eun-woo foi uma influência fundamental para Jinu, o líder do grupo. Jinu é o único Saja Boy que "tem um nome verdadeiro", enquanto "o resto dos membros da banda têm nomes que são mais descritivos dos arquétipos do K-pop". Kang destacou a jornada visual no design dos personagens, como os Saja Boys começando em um "pop de chiclete, muito açucarado, visual superdoce" e mudando para mais escuro até que "pareçam o icônico Ceifador com o chapéu". Appelhans comentou que um dos desafios do design eram os figurinos, já que eles também funcionavam como "pontos da trama", observando que as roupas douradas usadas durante a música "Golden" simbolizam "seu tipo de MacGuffin de um sonho", onde Huntr/x aspiram à perfeição e a estar "além de qualquer reprovação". No entanto, no final do segundo ato, o ideal é visualmente representado como quebrado, pois "Rumi está parado ali" com o sonho "literalmente e fisicamente em frangalhos".
Hanh Nguyen, do Salon, destacou que o tigre e a pega de estimação de Jinu — que a equipe criativa chama de Derpy e Sussy, respectivamente — são baseados em minhwa, "um estilo de arte popular coreana popular durante o [período Joseon], com o gênero Hojak-do especializado em imagens de tigres, pegas e pinheiros"; a representação desses animais juntos mudou ao longo do tempo "para se tornar mais satírica no século XVII". Park Han-sol, do The Korea Times, escreveu que o minhwa era frequentemente "caprichoso" com "detalhes travessos" e as representações de tigre e pega entregavam "uma provocação divertida àqueles no poder". Ela comentou que a piada do filme da pega roubando o chapéu do tigre "parece um aceno afetuoso à piada visual de longa data". Radford Sechrist explicou que "a tonalidade azul brilhante de Derpy" possivelmente se originou com a designer de produção Helen Mingjue Chen querendo dar "ao tigre uma sensação mais mágica" e confirmou que Sussy tem "seis olhos no total, três de cada lado". Kang comentou que Derpy foi inicialmente concebido como um "personagem divertido" sem um papel claro, no entanto, eles não queriam que ele fosse apenas "um ajudante". Kang também afirmou que, embora os animais "vivam entre esses dois mundos", eles não são demônios e isso é deixado misterioso.

### Escolha de elenco
Em abril de 2025, Ji-young Yoo foi revelado para estrelar o filme como Zoey. O resto do elenco foi anunciado no final daquele mês.

### Animação
O filme foi animado pela Sony Pictures Imageworks em suas instalações em Vancouver e Montreal, com Josh Beveridge como chefe de animação de personagens. Appelhans destacou que a inspiração foi tirada de "videoclipes, fotografia editorial, K-dramas, iluminação de shows, um toque de anime". Kang explicou que depois de assistir aos filmes Spider-Verse da Sony, que são animados em um "estilo híbrido 2D-3D", foi decidido "se afastar de todos os elementos 2D em nosso filme" e "[tirar] muita inspiração de rostos e da aparência do anime" com o objetivo de fazer "uma versão CG dele". Beveridge também observou a inspiração da "estética 2D, mas com linguagem tridimensional" e que o filme deveria ter um "visual gráfico muito ousado". Beveridge também destacou a mudança dos rostos dos personagens para refletir o tom do filme, como "momentos de alto glamour" onde "eles precisam se sentir como estrelas pop em um mundo animado". Kang enfatizou o esforço da equipe para representar autenticamente a identidade coreana por meio da animação de personagens, como "formatos de boca e olhos que eram muito coreanos". Embora os personagens falem inglês, Kang explicou que os animadores projetaram "formatos de boca que você só faria como uma pessoa coreana, com nossa língua coreana".

## Música
Ao comparar as músicas de Huntr/x e dos Saja Boys, Appelhans explicou que eles "queriam que as músicas dos Saja Boys fossem super cativantes, mas um pouco vazias, como se não houvesse uma alma real por baixo", o que contrasta com as músicas "emocionalmente vulneráveis e honestas" de Huntr/x - "a ideia era que a parte superficial do seu coração pudesse ser obcecada pelos meninos, mas a parte mais profunda fosse movida pelas meninas".  As músicas originais do filme foram escritas por Danny Chung, Ido, Vince, Kush, Ejae, Jenna Andrews, Stephen Kirk, Lindgren, Mark Sonnenblick e Daniel Rojas ; e produzidas por Teddy Park, 24, Ido, Dominsuk, Andrews, Kirk, Lindgren e Ian Eisendrath. Marcelo Zarvos compôs a trilha sonora. A trilha sonora também conta com as vozes de Ejae, Audrey Nuna, Rei Ami, Andrew Choi, Kevin Woo, samUIL Lee, Neckwav e Lea Salonga. A trilha sonora foi lançada em 20 de junho de 2025; o single principal "Takedown" é interpretado por Jeongyeon, Jihyo e Chaeyoung do Twice.
Nos Estados Unidos, o álbum da trilha sonora detém a maior estreia na parada Billboard 200 para trilhas sonoras lançadas em 2025 e é a primeira trilha sonora de 2025 a chegar ao top dez. O álbum também é o álbum de trilha sonora de filme de animação de maior sucesso na parada desde Homem-Aranha: Através do Aranhaverso (2023), no número sete, bem como a primeira trilha sonora da Netflix a alcançar o número um no Top Soundtracks em cerca de dois anos. A BBC destacou que Huntr/x e os Saja Boys - com "Golden" e "Your Idol", respectivamente - lideraram a parada do Spotify dos EUA com Huntr/x atingindo o "número dois na parada, ultrapassando Blackpink como o grupo feminino de K-pop de maior sucesso", e os Saja Boys se tornando "o grupo masculino de K-pop de maior sucesso na história do Spotify dos EUA", ultrapassando BTS. Na Coreia do Sul, "Golden" se tornou a terceira música a atingir o número perfeito de all-kill nas paradas em 2025.

## Lançamento
Quando o filme foi anunciado pela primeira vez em março de 2021, um cronograma de lançamento não foi definido. Em abril de 2022, foi relatado que a Netflix registrou um pedido para o filme. O filme foi confirmado para chegar ao streamer em fevereiro de 2023, em uma entrevista do Business Insider com o CEO da Sony Pictures, Tom Rothman. Em junho de 2024, o filme foi anunciado para ser lançado em 2025. Em abril de 2025, foi revelado por um animador que o filme seria lançado em junho, enquanto no final daquele mês, foi anunciado para uma data de lançamento de 20 de junho de 2025. Além do streaming na Netflix, KPop Demon Hunters teve um lançamento limitado nos cinemas selecionados na Califórnia e em Nova York. A Billboard observou que este lançamento foi "apenas o suficiente para satisfazer os requisitos de elegibilidade altamente específicos da Academia de Artes e Ciências Cinematográficas".

## Recepção
No site agregador de resenhas Rotten Tomatoes, 96% das 52 resenhas dos críticos são positivas. O consenso do site diz: "Animado com energia contagiante e cores vibrantes, KPop Demon Hunters é um entretenimento alegre para a família, com uma trilha sonora incrível." O Metacritic, que usa uma média ponderada, atribuiu ao filme uma pontuação de 76 em 100, baseado em 6 críticas, indicando críticas "geralmente favoráveis".
Brandon Yu, do The New York Times, declarou que "KPop Demon Hunters" é um universo original que é charmoso, engraçado e artisticamente impactante", comentando que "é mais engraçado quando cutuca a cultura pop que é altamente fabricada, do K-pop aos K-dramas e competições de canto produzidas em massa". Matt Goldberg do TheWrap comentou que o enredo seria "dolorosamente exagerado se não fosse pelo ótimo fio de comédia" ao longo do filme, observando que "sabe quando zombar dos tropos do K-pop e do K-drama". David Tizzard do The Korea Times chamou o filme de "escandalosamente bom" e elogiou sua representação da cultura coreana, dizendo que "captura silenciosamente a textura da vida cotidiana com uma intimidade raramente vista em conteúdo global".

## Futuro
Em uma entrevista ao Screen Rant, a diretora Maggie Kang expressou interesse em uma possível sequência e histórias paralelas para desenvolver o universo do filme. Ela disse que muitas questões que foram levantadas permanecem sem resposta completa e "há muitos espaços que podemos explorar". O diretor Chris Appelhans disse à People que "há tantas perguntas sem resposta, no bom sentido, e tantos caminhos que poderiam ser sua própria história."